# Limilngan
Limilngan är ett utdött australiskt språk. Limilngan talades i Norra territoriet och tillhörde den limilnganska språkfamiljen. Språket har 3 talare (siffran från 1981).